# Фухами, Халид
Халид Фухами (араб. خالد فهامي‎; род. 25 декабря 1972, Касабланка, Касабланка) — марокканский футболист, вратарь.

## Клубная карьера
Большую часть карьеры Халид провёл в Марокко, выступая за различные клубыː «Видад», «Танжер», «МАС Фес», «Раджа» и ФЮС. В последнем в 2010 году завершил карьеру. Остальную часть карьеры провёл в Европе: румынский «Динамо» (1998-2000); бельгийские «Беверен» (2000-2001), «Стандард» (2001-2003) и «Визе» (2004-2005); португальские «Академика» (2003-2004) и «Портимоненсе» (2005-2006); российская «Алания» (2004).

## Карьера за сборную
Дебют за национальную сборную Марокко состоялся в 1999 году. Был включен в состав сборной на кубок африканских наций: 2000 в Гане и Нигерии, 2004 в Тунисе и 2008 в Гане. Всего за сборную провёл 33 матча.

## Достижения

### Клубные
Видад
- Чемпион Мароккоː 1992/93

Динамо (Бухарест)
- Чемпион Румынииː 1999/00
- Обладатель Кубка Румынииː 1999/00

ФЮС
- Обладатель Кубка Мароккоː 2009/10

### Сборная
- Финалист Кубка африканских нацийː 2004